# Ommatius bastardoanus
Ommatius bastardoanus är en tvåvingeart som beskrevs av Scarbrough 2003. Ommatius bastardoanus ingår i släktet Ommatius och familjen rovflugor.
Artens utbredningsområde är Dominikanska republiken. Inga underarter finns listade i Catalogue of Life.